# European Confederation of Conservator-Restorers’ Organisation
Die European Confederation of Conservator-Restorers’ Organisation(s) (E.C.C.O.) ist die „Europäische Vereinigung der Restauratorenverbände“. Sie wurde 1991 von 14 Restauratorenverbänden gegründet.
Gegenwärtig repräsentiert E.C.C.O. etwa 6000 Restauratoren aus 25 Mitgliedsverbänden in 22 Ländern. Nur Berufsverbände, deren ordentliche Mitglieder Konservatoren-Restauratoren sind, können die Vollmitgliedschaft in E.C.C.O. beanspruchen. 
Die Restauratoren in Deutschland werden in E.C.C.O. durch eine Delegierte des Verbandes der Restauratoren (VDR) vertreten. Der VDR mit seinen knapp 2000 ordentlichen Mitgliedern ist das mitgliederstärkste E.C.C.O.-Mitglied.

## Ziele und Aufgaben
E.C.C.O. setzt sich ein für die berufspolitischen Interessen der Restauratoren auf europäischer Ebene. Die Vereinigung hat den Auftrag, den Beruf des Konservators-Restaurators auf praktischer, wissenschaftlicher und kultureller Ebene zentral zu organisieren, zu entwickeln und zu fördern.
Seit der Gründung hat E.C.C.O. auf internationaler Ebene Grundsätze etabliert, Standards für den Zugang zum Beruf Konservator-Restaurator erarbeitet und Richtlinien für die Ausbildung und Praxis veröffentlicht. Denn hohe Standards in der konservatorischen und restauratorischen Praxis tragen entscheidend dazu bei, das Kulturerbe für nachkommende Generationen zu bewahren.
E.C.C.O. ruft seit 2018 jährlich den „European day of conservation-restoration“ (Europäischen Tag der Restaurierung) aus.